# الوريث (مسلسل كويتي 1997)
الوريث، مسلسل تلفزيوني كويتي عرض أول مرة في 30 ديسمبر 1997 وكان يوافق الأول من رمضان. كتب قصته الدكتورة إقبال الأحمد وأخرجه حسين المفيدي.

## قصة المسلسل
يتناول المسلسل قصة فؤاد الذي يطالب بورث أبيه الذي قامت والدته بإعطائه إلى زوجها الثاني معتوق كي يديرة واستطاع أن ينميه، إلا أن فؤاد وبتحريض من عمته فإنه يشك بأن زوج والدته يسرق أمواله.

## الممثلين المشاركين
- خالد النفيسي.
- مريم الصالح.
- علي المفيدي.
- إبراهيم الحربي.
- أحمد مساعد.
- خليفة خليفوه.
- زهرة عرفات.
- خالد أمين.
- منى عبد المجيد.
- لطيفة المجرن.
- جاسم الصالح.
- رشا مصطفى.
- هيا الشعيبي.
- هبة سليمان.
- ورد الخال.
- باسم مغنيه.